# علم أوكلاهوما

علم أوكلاهوما

علم حاكم ولاية أوكلاهوما

أعتمد علم ولاية أوكلاهوما الحالي في يوم 9 أيار - مايو من عام 1941.

## معنى العلم
علم الولاية مستطيل الشكل ذو خلفية زرقاء ترمز إلى قبيلة الشوكتو الهندية خلال الحرب الأهلية الأمريكية. يحتوي العلم على درع من جلد حيوان الجاموس لقبيلة أوسيج الهندية فيه اثنين من الرموز هما إنبوب السلام والذي يرمز إلى الأمريكيين الأصليين وغصن الزيتون والذي يرمز إلى الأمريكيين المنحدرين من أصول أوروبية بمعنى إنه رمز للتعايش السلمي بين الأميركيين الأصليين المحليين والمهاجرين الأوروبيين. ويحتوي كذلك على ستة صلبان ذهبية بنية اللون ويوجد كذلك في العلم سبعة ريش النسر تتدلى من الدرع وفي أسفل العلم يوجد اسم الولاية باللون الأبيض.

## أعلام سابقة
|  |  |